# 一本堂
株式会社一本堂（いっぽんどう、英: IPPONDO Co.,Ltd.）は、かつて存在した日本のドラッグストア。ウエルシアホールディングスの完全子会社であった。

## 沿革
1910年（明治43年）12月に荒川区西日暮里で創業。2017年（平成29年）時点で文京区、荒川区、台東区など東京都内を中心に42店舗を展開していた。
2018年（平成30年）3月1日付でウエルシアホールディングスの完全子会社となった。
2019年（平成31年）3月1日付でウエルシア薬局に吸収合併され、解散した。

## 特徴
かつては黄色い看板に黒い文字でIPPONDOという看板だったが、ウエルシア傘下になる直前まではパステルカラーのものになっていた。ウエルシア傘下になった2018年3月から順次全店の屋号を『ウエルシア』に変更し、看板も青地にウエルシアのロゴが記載されたものに変更された。